# Fondmetal
 (août 2013).
Si vous disposez d'ouvrages ou d'articles de référence ou si vous connaissez des sites web de qualité traitant du thème abordé ici, merci de compléter l'article en donnant les références utiles à sa vérifiabilité et en les liant à la section « Notes et références ».
Fondmetal est une ancienne écurie de Formule 1 qui a disputé deux saisons du championnat du monde en 1991 et 1992. Fondmetal a vu le jour en 1991, à la suite du rachat de la petite écurie Osella. L'écurie n'est parvenue à se qualifier qu'à dix-neuf reprises, son meilleur résultat est une 10e place (Grand Prix de Belgique 1991 et 1992) et sa meilleure qualification est une 10e place sur la grille (Olivier Grouillard au Mexique en 1991).

## Historique
Enzo Osella avait créé son écurie en 1972 et était présent en Formule 1 depuis 1980. Après 132 Grands Prix et 5 points marqués (dont 3 par Jean-Pierre Jarier au Grand Prix de Saint Marin 1982), Osella au bord du gouffre financier vend son écurie à Gabriele Rumi, le patron des jantes Fondmetal.
Rumi souhaite passer du stade artisanal à une plus grande rigueur technique pour la conception de ses monoplaces. Il recrute donc l'ancienne équipe d'ingénieurs de March, au chômage depuis le rachat par Leyton House. Rumi souhaite disposer d'un V8 Cosworth préparé chez Hart, d'une boite transversale X-Trac et d'une suspension arrière inédite. Tous ces vœux pieux ont pour conséquence que la Fondmetal n'est pas terminée à temps pour prendre part au premier Grand Prix de la saison 1991, à Phoenix. Rumi n'engage alors qu'une seule voiture, pour Olivier Grouillard, au grand dam de Paul Belmondo contacté comme second pilote. Grouillard parvient à cinq reprises à se sortir des pré-qualifications et même à disputer quatre Grands Prix. Il réalise même l'exploit de se qualifier en cinquième ligne au Grand Prix de Mexico. Puis, à la suite de la dégringolade des résultats, il est remplacé par Gabriele Tarquini à partir du Grand Prix d'Espagne. Tarquini ne fera pas mieux que le Français puisqu'il ne se qualifie qu'à deux reprises.
Pour 1992, Rumi veut engager deux monoplaces, pour Tarquini et pour le pilote suisse Andrea Chiesa. Il dispose désormais du moteur Ford V8 HB5, utilisé par Benetton l'année précédente. Rumi reprend contact avec le bureau d'études de Robin Herd mais finalement confie le dessin de sa monoplace à Sergio Rinland, concepteur des Brabham de 1990 et 1991 qui devient directeur technique de l'écurie. Mais cette année encore, les délais de conception et de réalisation ne sont pas tenus et l'équipe rate le Grand Prix inaugural de Kyalami. Elle ne commence sa saison qu'au Mexique avec du matériel dépassé, sérieux handicap en ces temps de pré-qualifications et de qualifications. Chiesa dispute neuf Grands Prix (six non qualifications et trois abandons) avant d'être remplacé par Eric van de Poele, tandis que Tarquini essuie onze abandons en autant de courses. Van de Poele réalise un exploit en terminant dixième du Grand Prix de Belgique, mais il s'agit du chant du cygne de l'écurie. En effet, après deux nouveaux abandons au Grand Prix d'Italie (13e Grand Prix de la saison), l'écurie met la clef sous la porte. L'aventure en Formule 1 n'aura duré que deux ans.

## Le moteur Fondmetal
En 2000, Gabriele Rumi, rachète l'écurie de Formule 1 Minardi à son compatriote Giancarlo Minardi et décide de motoriser les Minardi M02 par un moteur Ford Zetec R. Toutefois, comme il s'agit d'un investissement sur ses fonds propres, le Zetec est badgé "Fondmetal", du nom de la société de manufacture de jantes alliages de Rumi. Le "Fondmetal" 2000 n'est autre que le Zetec 1998 qui motorisait les monoplaces Stewart Grand Prix SF02. Si ce moteur était remarquable de fiabilité, il ne permit jamais à Minardi de s'extraire du fond de la grille de départ. Début 2001, Gabriele Rumi, affaibli par un cancer qui l'emportera quelques mois plus tard, revend Minardi à l'entrepreneur australien Paul Stoddart. La nouvelle PS01, initialement conçue pour accueillir un V10 Supertec conserve finalement le Fondmetal, qui sera alors badgé European, du nom de la société de fret aérien dirigée par Stoddart.

### Caractéristiques du moteur Fondmetal RV 10

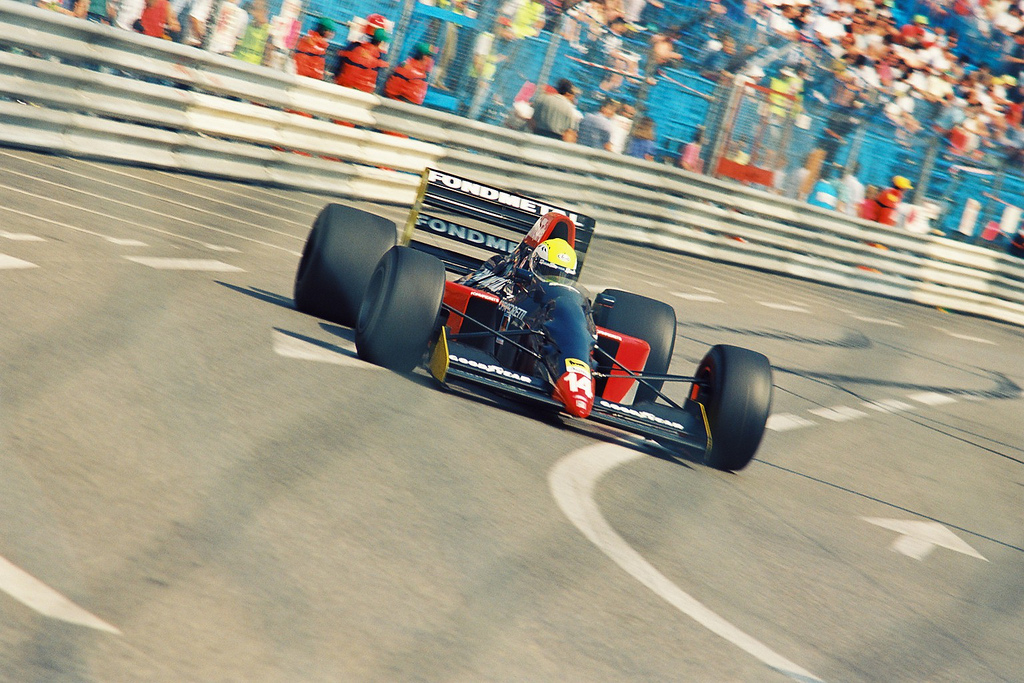
Andrea Chiesa sur Fondmetal GR01 lors des essais du GP de Monaco 1992.

- Moteur conçu par Cosworth sous le nom Ford Zetec-R en 1998.
- Moteur engagé sous le nom Fondmetal en 2000.
- 10 cylindres en V à 72°.
- Cylindrée : 2 998 cm³.
- Puissance : 770 ch.
- Régime moteur : 15 800 tr/min.
- Poids : 124 kg.

## Résultats en championnat du monde de Formule 1
| Saison | Écurie       | Châssis                       | Moteur           | Pneus    | Pilotes                                           | Grands Prix disputés | Points inscrits | Classement |
| ------ | ------------ | ----------------------------- | ---------------- | -------- | ------------------------------------------------- | -------------------- | --------------- | ---------- |
| 1991   | Fondmetal F1 | Fondmetal FA1M-E Fondmetal F1 | Ford-Cosworth V8 | Goodyear | Gabriele Tarquini Olivier Grouillard              | 6                    | 0               | Non classé |
| 1992   | Fondmetal F1 | Fondmetal GR01 Fondmetal GR02 | Ford-Cosworth V8 | Goodyear | Gabriele Tarquini Andrea Chiesa Eric van de Poele | 13                   | 0               | Non classé |